# Freocorus turgidus
Freocorus turgidus là một loài bọ cánh cứng trong họ Cerambycidae.